# ルース台風
ルース台風（ルースたいふう、昭和26年台風第15号、国際名：ルース/Ruth）は、1951年10月14日に九州に上陸し、大きな被害をもたらした台風である。

## 概要

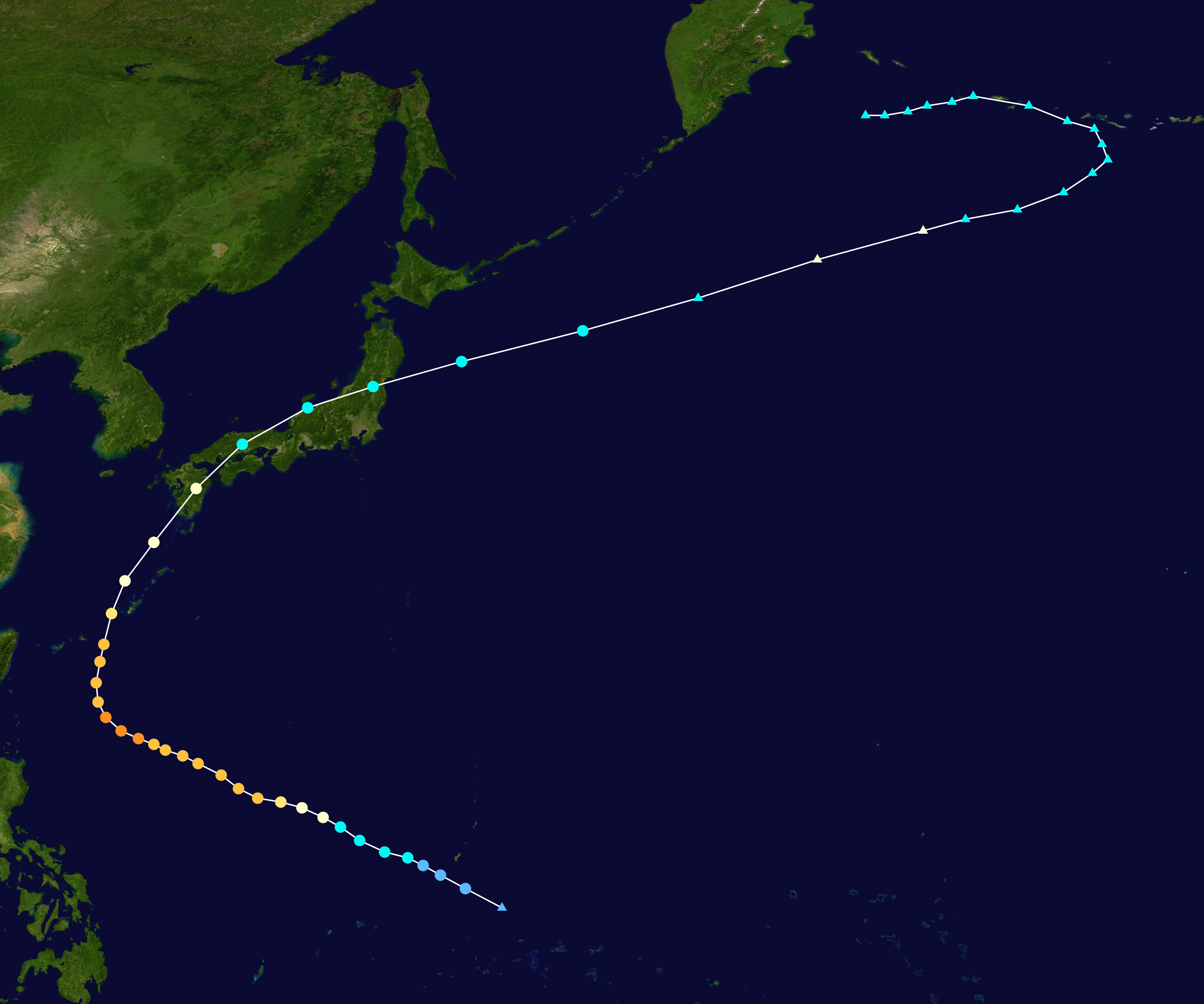
進路図

1951年10月9日に、グアム島の西海上で発生した台風15号は、発達しながら西北西に進み、12日には沖縄の南海上で924hPaにまで発達し最盛期を迎える。15号は、12日午後には進路を北から北北東へと変えた。その後13日夜に沖縄本島と宮古島の間を通過して東シナ海に入り、14日19時頃に鹿児島県串木野市付近に上陸。上陸時の勢力は935 hPaと、後に統計開始以降で4番目に低い中心気圧で日本に上陸した台風となった。上陸後は「韋駄天台風」となって時速100km前後の猛スピードで進行し、九州を縦断した後、山口県・島根県を経て日本海に進み、北陸・東北地方を経て15日夕方には三陸沖に抜けた。15号は16日に温帯低気圧に変わったが、その後再発達し950hPaまで発達した。
なお、15号は北陸沖で本来の中心は次第に消滅し、関東地方の東沖に新たな中心が生じてそれが東北東に進むという「ジャンプ現象」を起こしている。
15号は勢力が強く、暴風域の半径も非常に広かったため、全国各地で暴風となった。宮崎県の細島や愛媛県の佐田岬では、それぞれ69.3m/s、67.1m/sの最大風速を記録し、前者は日本において統計開始以降2番目に強い記録であり、後者も統計史上3番目に強い記録となった。台風の影響で九州・四国・中国地方の所々で大雨となり、山口県では河川の氾濫や土砂災害などが相次ぎ、400人を超える死者・行方不明者が出た。台風が上陸した鹿児島県でも強風と高潮による大きな被害が出た。
| 順位     | 名称                               | 国際名   | 中心気圧（hPa） | 上陸日時                        | 上陸地点     |
| -------- | ---------------------------------- | -------- | --------------- | ------------------------------- | ------------ |
| 1        | 第2室戸台風 （昭和36年台風第18号） | Nancy    | 925             | 1961年（昭和36年）9月16日 9時   | 室戸岬西方   |
| 2        | 伊勢湾台風 （昭和34年台風第15号）  | Vera     | 929             | 1959年（昭和34年）9月26日 18時  | 潮岬西方     |
| 3        | 平成5年台風第13号                  | Yancy    | 930             | 1993年（平成5年）9月3日 16時    | 薩摩半島南部 |
| 4        | ルース台風 （昭和26年台風第15号）  | Ruth     | 935             | 1951年（昭和26年）10月14日 19時 | 串木野市付近 |
| 5        | 令和4年台風第14号                  | Nanmadol | 940             | 2022年（令和4年）9月18日 19時   | 鹿児島市付近 |
| 5        | 平成3年台風第19号                  | Mireille | 940             | 1991年（平成3年）9月27日 16時   | 佐世保市南   |
| 5        | 昭和46年台風第23号                 | Trix     | 940             | 1971年（昭和46年）8月29日 23時  | 佐多岬       |
| 5        | 昭和40年台風第23号                 | Shirley  | 940             | 1965年（昭和40年）9月10日 8時   | 安芸市付近   |
| 5        | 昭和40年台風第15号                 | Jean     | 940             | 1965年（昭和40年）8月6日 4時    | 牛深市付近   |
| 5        | 昭和39年台風第20号                 | Wilda    | 940             | 1964年（昭和39年）9月24日 17時  | 佐多岬       |
| 5        | 昭和30年台風第22号                 | Louise   | 940             | 1955年（昭和30年）9月29日 22時  | 薩摩半島     |
| 5        | 昭和29年台風第5号                  | Grace    | 940             | 1954年（昭和29年）8月18日 2時   | 鹿児島県西部 |
| （参考） | 室戸台風                           |          | 911.6           | 1934年（昭和9年）9月21日        | 室戸岬西方   |
| （参考） | 枕崎台風 （昭和20年台風第16号）    | Ida      | 916.3           | 1945年（昭和20年）9月17日       | 枕崎町付近   |

| 順位 | 名称                                 | 国際名  | 最大 風速 （m/s） | 風向   | 観測年月日     | 観測地点                  |
| ---- | ------------------------------------ | ------- | ----------------- | ------ | -------------- | ------------------------- |
| 1    | 昭和40年台風第23号                   | Shirley | 69.8              | 西南西 | 1965年9月10日  | 室戸岬 （高知・気象官署） |
| 2    | ルース台風 （昭和26年台風第15号）    | Ruth    | 69.3              | 南     | 1951年10月14日 | 細島 （宮崎・燈台）       |
| 3    | ルース台風 （昭和26年台風第15号）    | Ruth    | 67.1              | 南東   | 1951年10月14日 | 佐田岬 （愛媛・燈台）     |
| 4    | 第2室戸台風 （昭和36年台風第18号）   | Nancy   | 66.7              | 西南西 | 1961年9月16日  | 室戸岬 （高知・気象官署） |
| 5    | 昭和29年台風第13号                   | Kathy   | 65.0              | 南南西 | 1954年9月7日   | 都井岬 （宮崎・燈台）     |
| 6    | 洞爺丸台風 （昭和29年台風第15号）    | Marie   | 63.3              | 南南西 | 1954年9月27日  | 神威岬 （北海道・燈台）   |
| 7    | 第2宮古島台風 （昭和41年台風第18号） | Cora    | 60.8              | 北東   | 1966年9月5日   | 宮古島 （沖縄・気象官署） |
| 8    | 洞爺丸台風 （昭和29年台風第15号）    | Marie   | 58.8              | 西南西 | 1954年9月26日  | 佐多岬 （鹿児島・燈台）   |
| 9    | 昭和45年台風第10号                   | Anita   | 57.5              | 北西   | 1970年8月21日  | 土佐沖ノ島 （高知・燈台） |
| 10   | 昭和5年8月の台風 （名称なし）        | -       | 57.0※             | 北東   | 1930年8月9日   | 南大東島 （沖縄）         |

※ - 測器破損のため推定値

## 解説
この台風の上陸は10月中旬（統計史上9番目の遅さ）で、海水温も8～9月の最盛期からすれば下がっているはずであったにもかかわらず、上陸時の勢力は935hPaとかなり強く高潮の被害も発生した。また、台風本体も大きかった上に猛スピードで駆け抜けたため広い範囲で強風が吹き荒れた。
台風による被害は、鹿児島県口永良部島で島内の民家の半分が倒壊する大きな被害を出したほか、山口県玖珂郡では錦川一帯が氾濫して郡内の死者・行方不明者309人、重軽傷者1228人、家屋流出1159戸、道路決壊1507カ所、橋流出587カ所、堤防決壊1263カ所の被害が出た。当時の首相吉田茂の命令により、警察予備隊（現在の陸上自衛隊）が山口県内において発足後初とされる災害派遣出動を行った。
1951年の夏は、干ばつで、各地で水不足が続いていたが、ルース台風の降雨により一息ついた所が多かった。水不足から水力発電量が低下し計画停電が頻発していたこともあり、関東地方の電気の水がめとなっていた猪苗代湖周辺の降雨は新聞記事にもなった。
| 順位 | 名称                              | 国際名   | 上陸日時                | 上陸地点                         |
| ---- | --------------------------------- | -------- | ----------------------- | -------------------------------- |
| 1    | 平成2年台風第28号                 | Page     | 1990年11月30日 14時     | 和歌山県白浜町南                 |
| 2    | 昭和42年台風第34号                | Dinah    | 1967年10月28日 3時30分  | 愛知県南部                       |
| 3    | 平成29年台風第21号                | Lan      | 2017年10月23日 3時      | 静岡県掛川市付近                 |
| 4    | 平成16年台風第23号                | Tokage   | 2004年10月20日 13時     | 高知県土佐清水市付近             |
| 5    | 昭和30年台風第26号                | Opal     | 1955年10月20日 12時     | 和歌山県田辺市付近               |
| 6    | 昭和54年台風第20号                | Tip      | 1979年10月19日 9時30分  | 和歌山県白浜町付近               |
| 7    | 平成10年台風第10号                | Zeb      | 1998年10月17日 16時30分 | 鹿児島県枕崎市付近               |
| 8    | 昭和62年台風第19号                | Kelly    | 1987年10月17日 0時      | 高知県室戸市付近                 |
| 9    | ルース台風 （昭和26年台風第15号） | Ruth     | 1951年10月14日 19時     | 鹿児島県いちき串木野市（現）付近 |
| 10   | 平成26年台風第19号                | Vongfong | 2014年10月13日 8時30分  | 鹿児島県枕崎市付近               |

## 被害
- 死者 - 572名
- 行方不明者 - 371名
- 負傷者 - 2,644名
- 住家全壊 - 24,716棟
- 住家半壊 - 47,948棟
- 住家の床上浸水 - 30,110棟
- 住家の床下浸水 - 108,163棟